# Lecythis lanceolata
Lecythis lanceolata é uma espécie da família Lecythidaceae conhecida popularmente como sapucaia-mirim, sapucaia-branca e sapucaieira-mirim. Se distingue da sapucaia por ter as folhas menores e mais estreitas e os frutos ovais.
A árvore pode chegar até 30m de altura, com frutos deiscentes, sendo uma espécie endémica que apenas pode ser encontrada apenas na Mata Atlântica (Floresta Ombrófila-Pluvial) do Brasil, nos estados Espírito Santo, Rio de Janeiro, São Paulo, Bahia e Pernambuco.
A polinização das flores ocorre por meio de insetos como abelhas e a dispersão dos frutos e principalmente sementes ocorre por meio de animais (Zoocórica) que apreciam as castanhas que inclusive podem ser utilizadas na alimentação humana.
A madeira tem boas propriedades para construção (civil; rural; naval) de boa resistência e pouco suscetível a organismos xilófagos.